# ولی‌عصر (پلدختر)
ولیعصر مرکز بخش بالاگریوه شهرستان پلدختر در استان لرستان ایران است.

## جمعیت
این روستا در دهستان جایدر قرار دارد و براساس سرشماری مرکز آمار ایران سال ۱۳۹۵ جمعیت آن ۱٬۲۶۵ نفر (۲۴۰خانوار) بوده‌است.